# Tura (Einheit)
Der Tura war ein türkisches Zählmaß für Schafleder, mit Ausnahmen auch Ziegenleder. Das Maß war in Makedonien bekannt. War die Ware hochwertig rot gefärbt, hatte das Maß nur 5 Stück.
- 1 Tura = 10 Stück